# Wernburg
Wernburg es un municipio situado en el distrito de Saale-Orla, en el estado federado de Turingia (Alemania), a una altitud de 300 metros. Su población a finales de 2016 era de unos 640 habitantes y su densidad poblacional, 100 hab/km².
Se encuentra ubicado a poca distancia al norte de la frontera con los estados de Sajonia y Baviera.

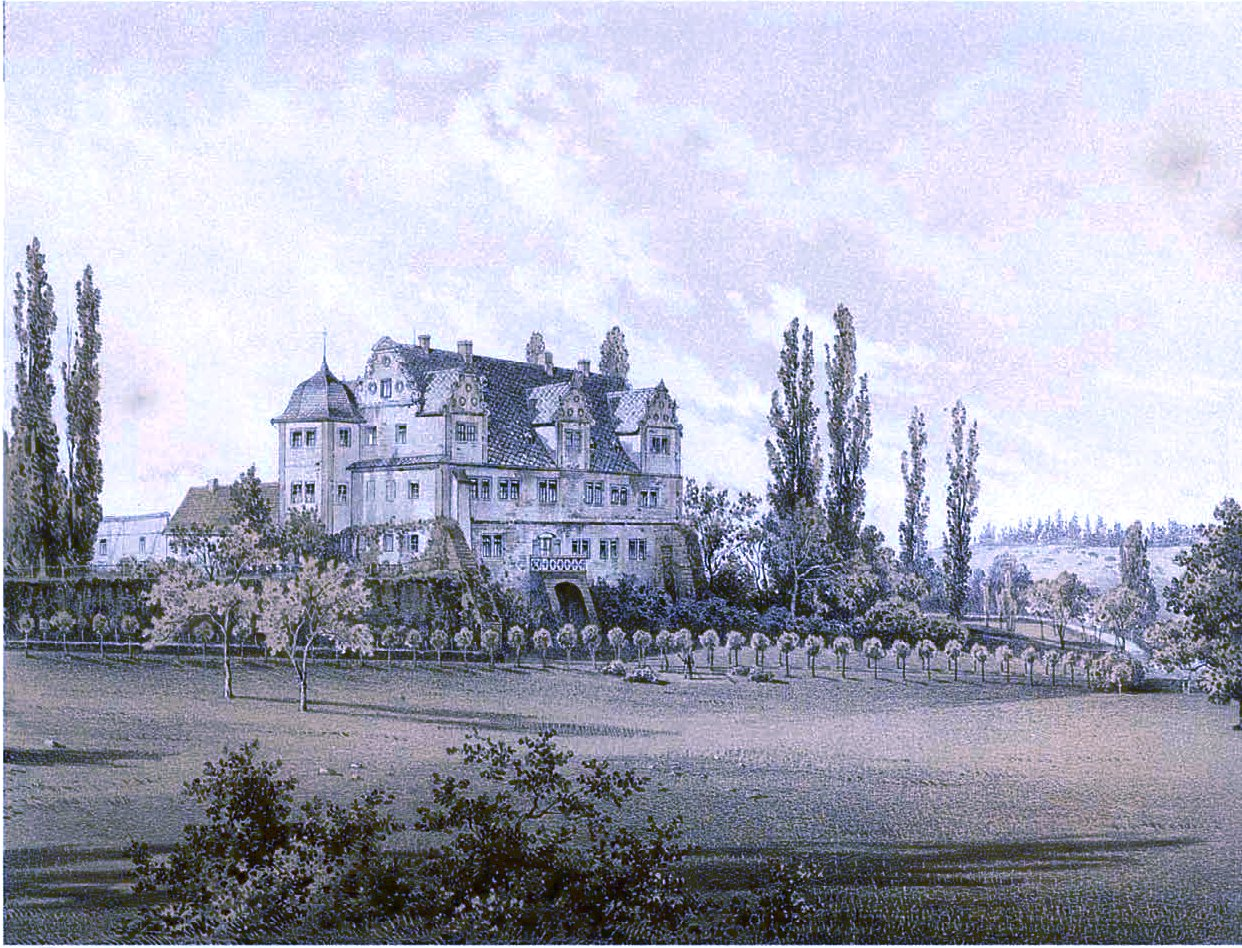
Palacio de Wernburg, en torno a 1860. Edición por Alexander Duncker.